# 金伯莉·伍兹
金伯莉·伍兹（英語：Kimberley Woods，1995年9月8日—），英国女子皮划艇运动员，2023年欧洲运动会女子单人划艇激流回旋团体银牌得主、2024年夏季奥林匹克运动会女子单人皮艇激流回旋铜牌得主。